# Jens Todt
Jens Todt (ur. 5 stycznia 1970 w Hameln) – były niemiecki piłkarz występujący na pozycji pomocnika.

## Kariera klubowa
Todt treningi rozpoczął w wieku 8 lat w klubie ASC Nienburg. W 1989 roku trafił do TSV Havelse z Oberligi. W 1990 roku awansował z zespołem do 2. Bundesligi. W 1991 roku spadł z nim jednak do Oberligi. Wówczas przeszedł do SC Freiburg, klubu 2. Bundesligi. W 1993 roku awansował z nim do Bundesligi. Zadebiutował w niej 7 sierpnia 1993 roku w przegranym 1:3 meczu z Bayernem Monachium. 4 września 1993 roku w zremisowanym 3:3 pojedynku z Borussią Mönchengladbach zdobył pierwszą bramkę w trakcie gry w Bundeslidze. W 1995 roku zajął z klubem 3. miejsce w Bundeslidze.
Latem 1996 roku Todt podpisał kontrakt z innym pierwszoligowym zespołem, Werderem Brema. Pierwszy ligowy mecz zaliczył tam 17 sierpnia 1996 roku przeciwko Freiburgowi (2:3). W 1999 roku zdobył z Werderem Puchar Niemiec. W tym samym roku został graczem zespołu VfB Stuttgart, również występującego w Bundeslidze. W jego barwach zadebiutował 14 sierpnia 1999 roku w zremisowanym 0:0 ligowym spotkaniu z Werderem Brema. W 2003 roku wywalczył z klubem wicemistrzostwo Niemiec. W tym samym roku zakończył karierę.

## Kariera reprezentacyjna
W reprezentacji Niemiec Todt zadebiutował 12 października 1994 roku w zremisowanym 0:0 towarzyskim meczu z Węgrami. Po raz ostatni w kadrze zagrał w 1995 roku. W sumie wystąpił w niej 3 razy. W 1996 roku z powodu plagi kontuzji w reprezentacji Niemiec, Todt powołany na finałowy mecz Mistrzostw Europy 1996 z Czechami. Nie zagrał w tym meczu, a Niemcy pokonali Czechów 2:1 i zdobyli mistrzostwo Europy.